# Капілярна конденсація

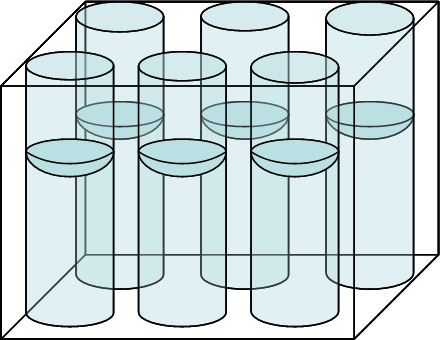
Приклад ідеалізованої пористої структури для демонстрації капілярної конденсації

Капіля́рна конденса́ція (лат. capillaries — волосяний + лат. condensare — згущувати) — явище зрідження пари (газу) в капілярах, щілинах або порах твердих сорбентів.

## Умови виникнення капілярної конденсації
Капілярна конденсація може відбуватися за таких умов:
- сорбент повинен бути пористим;
- температура має бути нижчою за критичну для даної пари (газу), щоб була можливою конденсація;
- рідина, що утворюється внаслідок капілярної конденсації, повинна змочувати стінки каналів і пор сорбенту (інакше не буде утворюватись увігнутий меніск.).

Пара адсорбату конденсується в порах при тисках p, менших за тиск насиченої пари ps над плоскою поверхнею через утворення в капілярах увігнутих менісків. Виникнення цих менісків слід уявляти як результат злиття рідких шарів, що утворилися на стінках капіляра внаслідок адсорбції пари. Утворена таким чином поверхня рідини буде при хорошому змочуванні мати увігнутий меніск. При такій формі поверхні сила притягання поверхневої молекули рідини суттєво більша, ніж для молекули на плоскій поверхні (у кожної молекули на увігнутій поверхні більша кількість сусідніх молекул рідини), тому тиск насиченої пари над увігнутим меніском p менший за ps, і процес конденсації пари в порах починається при {\displaystyle {\frac {p}{p_{s}}}<1}.

## Кількісний опис
Кількісне співвідношення між тисками насиченої пари над увігнутою ({\displaystyle p}) і плоскою (ps) поверхнями виражається рівнянням Томсона (Кельвіна):
{\displaystyle \ln {\frac {p}{p_{s}}}={\frac {2\sigma V_{m}}{rRT}},}
де: σ — міжфазний поверхневий натяг рідини; Vm — молярний об'єм рідини; r — радіус кривини поверхні рідини; ps — тиск над плоскою поверхнею; p — тиск над викривленою поверхнею; Т — абсолютна температура; R — універсальна газова стала.
Тобто, згідно з рівнянням, конденсація пари (газу) починатиметься в капілярі з увігнутим меніском за умов {\displaystyle {\frac {p}{p_{s}}}<1} (або p < ps), r < 0.
Ефект зниження тиску пари над викривленою поверхнею має місце лише для тонких капілярів з r < 10−7 м. Для таких капілярів радіус кривини поверхні співвимірний з радіусом капіляра. Це дає можливість використовувати рівняння Томсона для встановлення зв'язку між об'ємами пор адсорбенту та їх радіусами (текстурні характеристики).

## Практичне значення
Явище капілярної конденсації відрізняється від фізичної адсорбції. Елементарна теорія капілярної конденсації не враховує специфічний вплив поверхневих сил. Адсорбція може відбуватися на плоских поверхнях, тоді як капілярна конденсація в таких умовах неможлива.
Для розрахунку ізотерм капілярної конденсації використовують модельні системи — ґраткові системи упакованих з частинок правильної форми. Найчастіше рівняння капілярної конденсації використовують для розв'язку оберненої задачі, тобто визначають розміри пор і їх розподіл за розмірами на основі ізотерм, із залученням модельних уявлень про геометрію порового простору. Капілярна конденсація може спостерігатися не лише в системах «рідина-пара», а й у промерзаючих пористих тілах при наявності прошарків незамерзлої води на внутрішній поверхні пор.
Велику роль капілярна конденсація грає у процесах сушіння, утримування вологи ґрунтами та іншими пористими матеріалами. Явище капілярної конденсації застосовують у хімічній та фармацевтичній промисловості для рекуперації летких розчинників і цінних речовин.
Капілярна конденсація може бути причиною прилипання частинок пилу до твердих поверхонь, руйнування пористих тіл при заморожуванні сконденсованої рідини в порах.